# Tanguy Ramassamy
Pour les articles homonymes, voir Ramassamy.
Tanguy Ramassamy, né le 17 janvier 1990 à Pointe-à-Pitre, en Guadeloupe, est un joueur français de basket-ball évoluant au poste de pivot.

## Biographie
Tanguy Ramassamy joue d'abord au football. Il touche ses premiers ballons à l'Avenir 2000 avec son oncle, ses prestations dans les équipes de jeunes et son physique hors normes attirent l'œil des recruteurs français et américains. C'est ainsi qu'il se fait remarquer au sein du camp de Mickaël Pietrus par un entraîneur du centre de formation de l'Élan béarnais.
Il intègre le centre de formation de l'Élan béarnais où, après avoir dominé le championnat espoir et le Championnat de national 2, rejoint le groupe professionnel en 2011.
En 2010, il remporte le Championnat d'Europe junior à Zadar face à la Grèce, ainsi que le Championnat de Pro B.
Il rejoint le Dax Gamarde Basket 40 en 2017,.
Freiné par une blessure au genou, il prend sa retraite au niveau professionnel à l'intersaison 2021. Il reste dans l'agglomération dacquoise et rejoint l'Adour Dax Basket ; il retrouve sous les couleurs de l'ADB la Nationale 2 et met fin à ses activités sportives en club à l'issue de la saison 2024-2025.

## Palmarès
- Champion d'Europe des 20 ans et moins 2010
- Champion de France de Pro B 2010